# 55. ročník udílení Oscarů
55. ročník udílení Oscarů proběhl 11. dubna 1983 v Pavilonu Dorothy Chandlerové v Los Angeles a udílel ocenění pro nejlepší filmařské počiny roku 1982. Udílení dominoval snímek Gándhí, který byl nominován v jedenácti kategoriích a osm z nich proměnil ve vítězství. Herečka Jessica Lange byla nominována ve dvou kategoriích, Nejlepší herečka v hlavní a vedlejší roli.

## Nominace a vítězové
Vítězové v dané kategorii jsou uvedeni tučně.
| Nejlepší film | Nejlepší režie |
| --- | --- |
| - Gándhí – Richard Attenborough - E.T. – Mimozemšťan – Steven Spielberg a Kathleen Kennedyová - Nezvěstný – Edward Lewis a Mildred Lewis - Tootsie – Sydney Pollack a Dick Richards - Rozsudek – David Brown a Richard D. Zanuck | - Richard Attenborough – Gándhí - Wolfgang Petersen – Ponorka - Steven Spielberg – E.T. – Mimozemšťan - Sydney Pollack – Tootsie - Sidney Lumet – Rozsudek |
| Nejlepší herec | Nejlepší herečka |
| - Ben Kingsley – Gándhí jako Mahátma Gándhí - Dustin Hoffman – Tootsie jako Michael Dorsey/Dorothy Michaels - Jack Lemmon – Nezvěstný jako Edmund Horman - Paul Newman – Rozsudek jako Frank Galvin - Peter O'Toole – Můj oblíbený rok jako Alan Swann | - Meryl Streepová – Sophiina volba jako Zofia „Sophie“ Zawistowski - Julie Andrewsová – Viktor, Viktorie jako Victoria Grant/Count Victor Grazinski - Jessica Lange – Frances jako Frances Farmer - Sissy Spacek – Nezvěstný jako Beth Horman - Debra Wingerová – Důstojník a džentlmen jako Paula Pokrifki |
| Nejlepší herec ve vedlejší roli | Nejlepší herečka ve vedlejší roli |
| - Louis Gossett Jr. – Důstojník a džentlmen jako Emil Foley - Charles Durning – Nejlepší bordýlek v Texasu jako Guvernér - John Lithgow – Svět podle Garpa jako Roberta Muldoon - James Mason – Rozsudek jako Ed Concannon - Robert Preston – Viktor, Viktorie jako Carol „Toddy“ Todd | - Jessica Lange – Tootsie jako Julie Nichols - Glenn Close – Svět podle Garpa jako Jenny Fields - Teri Garr – Tootsie jako Sandra „Sandy“ Lester - Kim Stanley – Frances jako Lillian Van Ornum Farmer - Lesley Ann Warren – Viktor, Viktorie jako Norma Cassidy |
| Nejlepší původní scénář | Nejlepší adaptovaný scénář |
| - Gándhí – John Briley - Bistro – Barry Levinson - E.T. – Mimozemšťan – Melissa Mathison - Důstojník a džentlmen – Douglas Day Stewart - Tootsie – Larry Gelbart, Murray Schisgal a Don McGuire | - Nezvěstný – Costa-Gavras a Donald E. Stewart podle knihy od Thomase Hausera - Ponorka – Wolfgang Petersen podle knihy od Lothara G. Buchheima - Sophiina volba – Alan Pakula podle knihy od Williama Styrona - Rozsudek – David Mamet podle knihy od Barryho Reeda - Viktor, Viktorie – Blake Edwards podle knihy od Reinholda Schünzela |
| Nejlepší cizojazyčný film | Nejlepší dokument |
| - Volver a Empezar (Španělsko) - Alsino a kondor (Nikaragua) - Čistka (Francie) - Let Orla (Švédsko) - Soukromý život (Sovětský svaz) | - Just Another Missing Kid – John Zaritsky - After the Axe – Sturla Gunnarsson a Steve Lucas - Ben's Mill – John Karol a Michel Chalufour - In Our Water – Meg Switzgable - A Portrait of Giselle – Joseph Wishy |
| Nejlepší krátký dokument | Nejlepší krátký hraný film |
| - If You Love This Planet – Edward Le Lorrain a Terre Nash - Gods of Metal – Robert Richter - The Klan: A Legacy of Hate in America – Charles Guggenheim a Werner Schumann - To Live or Let Die – Freida Lee Mock - Traveling Hopefully – John G. Avildsen | - A Shocking Accident – Christine Oestreicher - Ballet Robotique – Bob Rogers - The Silence – Michael Toshiyuki Uno a Joseph Benson - Split Cherry Tree – Jan Saunders - Sredni Vashtar – Andrew Birkin |
| Nejlepší krátký animovaný film | Nejlepší hudba |
| - Tango – Zbigniew Rybczyński - Velký Cognito – Will Vinton - Sněhulák – John Coates | - E.T. – Mimozemšťan – John Williams - Gándhí – Ravi Šankar a George Fenton - Důstojník a džentlmen – Jack Nitzsche - Poltergeist – Jerry Goldsmith - Sophiina volba – Marvin Hamlisch |
| Nejlepší adaptovaná hudba | Nejlepší píseň |
| - Viktor, Viktorie – Henry Mancini a Leslie Bricusse - Annie – Ralph Burns - One from the Heart – Tom Waits | - „Up Where We Belong“ z filmu Důstojník a džentlmen – hudba: Jack Nitzsche a Buffy Sainte-Marie; text: Will Jennings - „Eye of the Tiger“ z filmu Rocky III – hudba a text: Jim Peterik a Frankie Sullivan - „How Do You Keep the Music Playing?“ z filmu Nejlepší přátelé – hudba: Michel Legrand; text Alan Bergman a Marilyn Bergman - „If We Were in Love“ z filmu Ano, Giorgio – hudba: John Williams; text Alan Bergman a Marilyn Bergman - „It Might Be You“ z filmu Tootsie – hudba: Dave Grusin; text Alan Bergman a Marilyn Bergman |
| Nejlepší střih zvukových efektů | Nejlepší zvuk |
| - E.T. – Mimozemšťan – Charles L. Campbell a Ben Burtt - Ponorka – Mike Le Mare - Poltergeist – Stephen Hunter Flick a Richard Anderson | - E.T. – Mimozemšťan – Robert Knudson, Robert Glass, Don Digirolamo a Gene Cantamessa - Ponorka – Milan Bor, Trevor Pyke a Mike Le Mare - Gándhí – Gerry Humphreys, Robin O'Donoghue, Jonathan Bates a Simon Kaye - Tootsie – Arthur Piantadosi, Les Fresholtz, Dick Alexander a Les Lazarowitz - Tron – Michael Minkler, Bob Minkler, Lee Minkler a James LaRue |
| Nejlepší masky | Nejlepší kostýmy |
| - Boj o oheň – Sarah Monzani a Michèle Burke - Gándhí – Tom Smith | - Gándhí – John Mollo a Bhanu Athaiya - La traviata – Piero Tosi - Sophiina volba – Albert Wolsky - Tron – Elois Jenssen a Rosanna Norton - Viktor, Viktorie – Patricia Norris |
| Nejlepší scénografie | Nejlepší kamera |
| - Gándhí – Vedení: Stuart Craig a Robert W. Laing; Dekorace: Michael Seirton - Annie – Vedení: Dale Hennesy; Dekorace: Marvin March - Blade Runner – Vedení: Lawrence G. Paull a David Snyder; Dekorace: Linda DeScenna - La traviata – Vedení: Franco Zeffirelli; Dekorace: Gianni Quaranta - Viktor, Viktorie – Vedení: Rodger Maus, Tim Hutchinson a William Craig Smith; Dekorace: Harry Cordwell | - Gándhí – Billy Williams a Ronnie Taylor - Ponorka – Jost Vacano - E.T. – Mimozemšťan – Allen Daviau - Sophiina volba – Néstor Almendros - Tootsie – Owen Roizman |
| Nejlepší střih | Nejlepší vizuální efekty |
| - Gándhí – John Bloom - Ponorka – Hannes Nikel - E.T. – Mimozemšťan – Carol Littleton - Důstojník a džentlmen – Peter Zinner - Tootsie – Fredric Steinkamp a William Steinkamp | - E.T. – Mimozemšťan – Carlo Rambaldi, Dennis Muren a Kenneth F. Smith - Blade Runner – Douglas Trumbull, Richard Yuricich a David Dryer - Poltergeist – Richard Edlund, Michael Wood a Bruce Nicholson |